# Kraj północnoczeski
Kraj północnoczeski (cz. Severočeský kraj) powstał 11 kwietnia 1960 r. na podstawie ustawy nr 36/1960 o podziale terytorialnym państwa jako obszar administracyjny, odpowiednik polskiego województwa. Na podstawie ustawy nr 51/2020 z 29 stycznia 2020 w sprawie terytorialnego podziału administracyjnego państwa przestał istnieć 1 stycznia 2021. 
Siedzibą kraju było Uście nad Łabą. Obejmował północną część Czech właściwych. Na północnym wschodzie graniczył z polskim województwem dolnośląskim, na północnym zachodzie z niemiecką Saksonią, na południowym zachodzie z krajem zachodnioczeskim, na południu z krajem środkowoczeskim, a na wschodzie z krajem wschodnioczeskim.
Obejmował dziesięć powiatów: Czeska Lipa, Deczyn, Chomutów, Jabłoniec nad Nysą, Liberec, Litomierzyce, Louny, Most, Cieplice i Uście nad Łabą.
Pierwotnie kraj północnoczeski był także jednostką samorządu terytorialnego posiadającą własną administrację. Na podstawie ustawy nr 347/1997 i ustawy nr 129/2000 o krajach kompetencje samorządu terytorialnego przejęły nowe jednostki; „stare“ kraje stały się jedynie okręgami administracyjnymi dla np. sądów (Sąd Okręgowy w Uściu nad Łabą), prokuratury, policji czy urzędów skarbowych. 1 stycznia 2021 przestał istnieć również jako okręg administracyjny.
Powiaty Deczyn, Chomutów, Litomierzyce, Louny, Most, Cieplice i Uście nad Łabą tworzą samorządowy kraj ustecki. Powiaty Czeska Lipa, Jabłoniec nad Nysą i Liberec wchodzą w skład samorządowego kraju libereckiego.